# Олимпийская сборная Великобритании по футболу
Олимпийская сборная Великобритании по футболу (англ. Great Britain Olympic football team) — команда, представляющая Великобританию на Олимпийских играх в дисциплине «Футбол». В заявку сборной могут включаться игроки не старше 23 лет, за исключением трёх футболистов, которые могут быть старше этого возраста.
В 2012 году олимпийская сборная Великобритании под руководством Футбольной ассоциации Англии приняла участие в летних Олимпийских играх, которые прошли в Лондоне. Главным тренером сборной был назначен Стюарт Пирс, который мог вызывать в сборную игроков со всей Великобритании, хотя футбольные ассоциации Шотландии, Уэльса и Северной Ирландии протестовали против привлечения своих футболистов в объединённую сборную. Эти ассоциации опасались, что создание единой сборной Великобритании может угрожать их независимому статусу.

## История

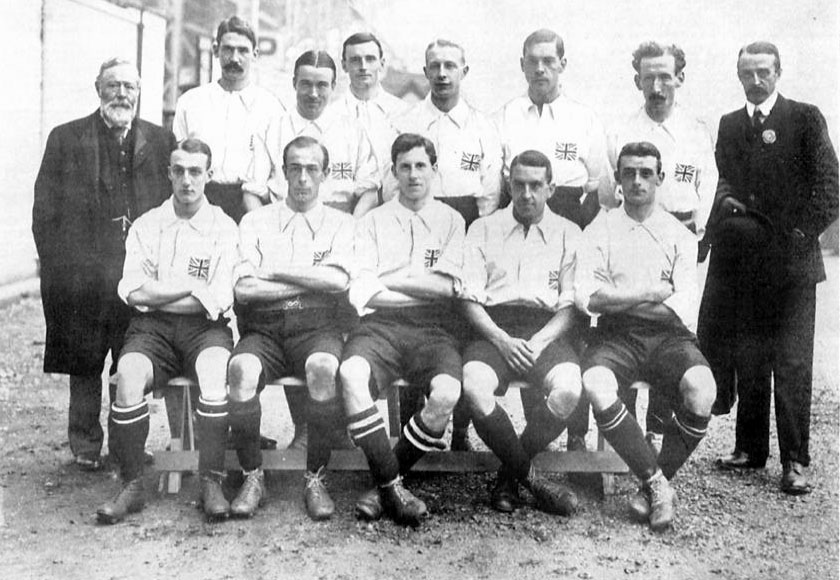
Олимпийская сборная Великобритании и Ирландии образца 1908 года

На Олимпийских играх сборная носила название «олимпийская футбольная команда Великобритании и Северной Ирландии» (англ. Great Britain and Northern Ireland Olympic football team). Сборная Великобритании выступала вплоть до Игр 1972 года, после чего из-за отмены Футбольной ассоциацией Англии в 1974 году различий между профессионалами и любителями больше не собиралась. Управляющим органом сборной выступает Олимпийский комитет Великобритании.
Сборная является трёхкратным олимпийским чемпионом 1900, 1908 и 1912 годов. В 1900 году в качестве сборной выступал любительский футбольный клуб «Аптон Парк» и тот турнир имел лишь показательный статус. Официально футбол стал олимпийским видом спорта в 1908 году, поэтому формально сборная Великобритании является первым в истории Олимпийским чемпионом в этом виде спорта.
С 1972 по 2012 сборная Великобритании игр не проводила и не созывалась. Олимпийский комитет Великобритании официально объявил о созыве сборной для участия в футбольном Олимпийском турнире 2012 года.
В настоящее время государство Великобритания на международной футбольной арене представляют четыре национальные сборные — Англия, Северная Ирландия, Уэльс и Шотландия. Сборные являются полноправными членами ФИФА и УЕФА и вправе участвовать в розыгрышах чемпионатов Европы и мира.

## Статистика выступлений
| Показатели выступлений на Олимпийских играх | Показатели выступлений на Олимпийских играх             | Показатели выступлений на Олимпийских играх             | Показатели выступлений на Олимпийских играх             | Показатели выступлений на Олимпийских играх             | Показатели выступлений на Олимпийских играх             | Показатели выступлений на Олимпийских играх             | Показатели выступлений на Олимпийских играх             | Показатели выступлений на Олимпийских играх             | Показатели выступлений на Олимпийских играх             |
| Год                                         | Тренер                                                  | Раунд                                                   | Место                                                   | М                                                       | В                                                       | Н                                                       | П                                                       | МЗ                                                      | МП                                                      |
| ------------------------------------------- | ------------------------------------------------------- | ------------------------------------------------------- | ------------------------------------------------------- | ------------------------------------------------------- | ------------------------------------------------------- | ------------------------------------------------------- | ------------------------------------------------------- | ------------------------------------------------------- | ------------------------------------------------------- |
| 1900                                        | Великобританию представлял футбольный клуб «Аптон Парк» | Великобританию представлял футбольный клуб «Аптон Парк» | Великобританию представлял футбольный клуб «Аптон Парк» | Великобританию представлял футбольный клуб «Аптон Парк» | Великобританию представлял футбольный клуб «Аптон Парк» | Великобританию представлял футбольный клуб «Аптон Парк» | Великобританию представлял футбольный клуб «Аптон Парк» | Великобританию представлял футбольный клуб «Аптон Парк» | Великобританию представлял футбольный клуб «Аптон Парк» |
| 1904                                        | Не принимали участие                                    | Не принимали участие                                    | Не принимали участие                                    | Не принимали участие                                    | Не принимали участие                                    | Не принимали участие                                    | Не принимали участие                                    | Не принимали участие                                    | Не принимали участие                                    |
| 1908                                        | Альфред Дэвис                                           | Золото                                                  | 1                                                       | 3                                                       | 3                                                       | 0                                                       | 0                                                       | 18                                                      | 1                                                       |
| 1912                                        | Эдриан Берч                                             | Золото                                                  | 1                                                       | 3                                                       | 3                                                       | 0                                                       | 0                                                       | 15                                                      | 2                                                       |
| 1916                                        | Игры отменены                                           | Игры отменены                                           | Игры отменены                                           | Игры отменены                                           | Игры отменены                                           | Игры отменены                                           | Игры отменены                                           | Игры отменены                                           | Игры отменены                                           |
| 1920                                        | Джордж Лэтам                                            | 1 раунд                                                 | -                                                       | 1                                                       | 0                                                       | 0                                                       | 1                                                       | 1                                                       | 3                                                       |
| 1924                                        | Снялись с участия                                       | Снялись с участия                                       | Снялись с участия                                       | Снялись с участия                                       | Снялись с участия                                       | Снялись с участия                                       | Снялись с участия                                       | Снялись с участия                                       | Снялись с участия                                       |
| 1928                                        | Снялись с участия                                       | Снялись с участия                                       | Снялись с участия                                       | Снялись с участия                                       | Снялись с участия                                       | Снялись с участия                                       | Снялись с участия                                       | Снялись с участия                                       | Снялись с участия                                       |
| 1936                                        | Уильям Войзи                                            | Четвертьфинал                                           | -                                                       | 2                                                       | 1                                                       | 0                                                       | 1                                                       | 6                                                       | 5                                                       |
| 1940                                        | Игры отменены                                           | Игры отменены                                           | Игры отменены                                           | Игры отменены                                           | Игры отменены                                           | Игры отменены                                           | Игры отменены                                           | Игры отменены                                           | Игры отменены                                           |
| 1944                                        | Игры отменены                                           | Игры отменены                                           | Игры отменены                                           | Игры отменены                                           | Игры отменены                                           | Игры отменены                                           | Игры отменены                                           | Игры отменены                                           | Игры отменены                                           |
| 1948                                        | Мэтт Басби                                              | Полуфинал                                               | 4                                                       | 4                                                       | 2                                                       | 0                                                       | 2                                                       | 9                                                       | 11                                                      |
| 1952                                        | Уолтер Уинтерботтом                                     | Предварительный раунд                                   | -                                                       | 1                                                       | 0                                                       | 0                                                       | 1                                                       | 3                                                       | 5                                                       |
| 1956                                        | Норман Крик                                             | Четвертьфинал                                           | -                                                       | 1                                                       | 0                                                       | 0                                                       | 1                                                       | 1                                                       | 6                                                       |
| 1960                                        | Норман Крик                                             | 1 раунд                                                 | -                                                       | 3                                                       | 1                                                       | 1                                                       | 1                                                       | 8                                                       | 8                                                       |
| 1964                                        | Чарльз Хьюз                                             | Не прошли квалификацию                                  | Не прошли квалификацию                                  | Не прошли квалификацию                                  | Не прошли квалификацию                                  | Не прошли квалификацию                                  | Не прошли квалификацию                                  | Не прошли квалификацию                                  | Не прошли квалификацию                                  |
| 1968                                        | Чарльз Хьюз                                             | Не прошли квалификацию                                  | Не прошли квалификацию                                  | Не прошли квалификацию                                  | Не прошли квалификацию                                  | Не прошли квалификацию                                  | Не прошли квалификацию                                  | Не прошли квалификацию                                  | Не прошли квалификацию                                  |
| 1972                                        | Чарльз Хьюз                                             | Не прошли квалификацию                                  | Не прошли квалификацию                                  | Не прошли квалификацию                                  | Не прошли квалификацию                                  | Не прошли квалификацию                                  | Не прошли квалификацию                                  | Не прошли квалификацию                                  | Не прошли квалификацию                                  |
| 1976                                        | Не принимали участие                                    | Не принимали участие                                    | Не принимали участие                                    | Не принимали участие                                    | Не принимали участие                                    | Не принимали участие                                    | Не принимали участие                                    | Не принимали участие                                    | Не принимали участие                                    |
| 1980                                        | Не принимали участие                                    | Не принимали участие                                    | Не принимали участие                                    | Не принимали участие                                    | Не принимали участие                                    | Не принимали участие                                    | Не принимали участие                                    | Не принимали участие                                    | Не принимали участие                                    |
| 1984                                        | Не принимали участие                                    | Не принимали участие                                    | Не принимали участие                                    | Не принимали участие                                    | Не принимали участие                                    | Не принимали участие                                    | Не принимали участие                                    | Не принимали участие                                    | Не принимали участие                                    |
| 1988                                        | Не принимали участие                                    | Не принимали участие                                    | Не принимали участие                                    | Не принимали участие                                    | Не принимали участие                                    | Не принимали участие                                    | Не принимали участие                                    | Не принимали участие                                    | Не принимали участие                                    |
| 1992                                        | Не принимали участие                                    | Не принимали участие                                    | Не принимали участие                                    | Не принимали участие                                    | Не принимали участие                                    | Не принимали участие                                    | Не принимали участие                                    | Не принимали участие                                    | Не принимали участие                                    |
| 1996                                        | Не принимали участие                                    | Не принимали участие                                    | Не принимали участие                                    | Не принимали участие                                    | Не принимали участие                                    | Не принимали участие                                    | Не принимали участие                                    | Не принимали участие                                    | Не принимали участие                                    |
| 2000                                        | Не принимали участие                                    | Не принимали участие                                    | Не принимали участие                                    | Не принимали участие                                    | Не принимали участие                                    | Не принимали участие                                    | Не принимали участие                                    | Не принимали участие                                    | Не принимали участие                                    |
| 2004                                        | Не принимали участие                                    | Не принимали участие                                    | Не принимали участие                                    | Не принимали участие                                    | Не принимали участие                                    | Не принимали участие                                    | Не принимали участие                                    | Не принимали участие                                    | Не принимали участие                                    |
| 2008                                        | Не принимали участие                                    | Не принимали участие                                    | Не принимали участие                                    | Не принимали участие                                    | Не принимали участие                                    | Не принимали участие                                    | Не принимали участие                                    | Не принимали участие                                    | Не принимали участие                                    |
| 2012                                        | Стюарт Пирс                                             | Четвертьфинал                                           | -                                                       | 4                                                       | 2                                                       | 2                                                       | 0                                                       | 6                                                       | 3                                                       |
| 2016                                        | Не принимали участие                                    | Не принимали участие                                    | Не принимали участие                                    | Не принимали участие                                    | Не принимали участие                                    | Не принимали участие                                    | Не принимали участие                                    | Не принимали участие                                    | Не принимали участие                                    |
| 2020                                        | Не принимали участие                                    | Не принимали участие                                    | Не принимали участие                                    | Не принимали участие                                    | Не принимали участие                                    | Не принимали участие                                    | Не принимали участие                                    | Не принимали участие                                    | Не принимали участие                                    |
| 2024                                        | Не принимали участие                                    | Не принимали участие                                    | Не принимали участие                                    | Не принимали участие                                    | Не принимали участие                                    | Не принимали участие                                    | Не принимали участие                                    | Не принимали участие                                    | Не принимали участие                                    |
| Итого                                       | 9/27                                                    | 9/27                                                    | 2 медали                                                | 23                                                      | 13                                                      | 3                                                       | 7                                                       | 76                                                      | 44                                                      |

## Матчи сборной в 2012 году
Ожидалось, что олимпийская сборная Великобритании проведёт два товарищеских матча перед началом Олимпийских игр 2012 года. Эти матчи не должны были проводиться на стадионах, которые будут использоваться во время Игр. В качестве одного из стадионов предлагалось использовать бирмингемский «Вилла Парк».
По итогам жеребьёвки, прошедшей 24 апреля 2012 года, на Олимпийских играх Великобритания попала в группу к сборным Уругвая, ОАЭ и Сенегала. Спустя два дня после жеребьёвки было объявлено, что перед началом турнира сборная проведёт один товарищеский матч против сборной Бразилии на стадионе «Риверсайд» 20 июля. Это был первый матч сборной Великобритании с мая 1971 года.
| 20 июля 2012 Товарищеский матч | Великобритания | 0:2     | Бразилия                       | Мидлсбро                                                 |
| 19:45                          |                | (отчёт) | Сандро 12′ · Неймар 35′ (пен.) | Стадион: Риверсайд Зрителей: 18 000 Судья: Клеман Тюрпен |

| 26 июля 2012 Олимпийские игры 2012 | Великобритания | 1:1     | Сенегал    | Манчестер                                                    |
| 20:00                              | Беллами 20′    | (отчёт) | Конате 82′ | Стадион: Олд Траффорд Зрителей: 72 176 Судья: Равшан Ирматов |

| 29 июля 2012 Олимпийские игры 2012 | Великобритания                         | 3:1     | ОАЭ      | Лондон                                                 |
| 19:45                              | Гиггз 16′ · Синклер 73′ · Старридж 76′ | (отчёт) | Эсса 60′ | Стадион: Уэмбли Зрителей: 85 137 Судья: Роберто Гарсия |

| 1 августа 2012 Олимпийские игры 2012 | Великобритания | 1:0     | Уругвай | Кардифф                                                  |
| 19:45                                | Старридж 45+1′ | (отчёт) |         | Стадион: Миллениум Зрителей: 70 438 Судья: Юити Нисимура |

| 4 августа 2012 Олимпийские игры 2012         | Великобритания   | 1:1 (доп. вр.) (4:5 пен.)                                                 | Республика Корея | Кардифф                                   |
| 19:30                                        | Рэмзи 36′ (пен.) | (отчёт)                                                                   | Жи Дон Вон 29′   | Стадион: Миллениум Судья: Вильмар Рольдан |
|                                              | Пенальти         |                                                                           |                  |                                           |
| Рэмзи · Клеверли · Доусон · Гиггз · Старридж |                  | Ку Джа Чхоль · Baek Sung-Dong · Hwang Seok-Ho · Park Jong-Woo · Ки Сон Ён |                  |                                           |